# Erictônio da Dardânia
Erictônio da Dardânia, na mitologia grega, foi um rei da Dardânia, filho de Dardano e Bátia (embora algumas lendas digam que sua mãe era Olizone, descendente de Fineu). Era também irmão de Ilo, marido de Antíoque, pai de Tros e avô de Ilo II.
Fundamentalmente, tudo o que se sabe de Erictônio vem de Homero, que disse na Ilíada 20.215-234: 
"No início Dardano era filho de Zeus, e fundou Dardânia, pois Troia ainda não fora fundada na planície para que todos os homens pudessem nela habitar, e as pessoas ainda viviam nos penhascos do Ida de tantas fontes. Dardano teve um filho, o rei Erictônio, que era o mais rico de todos os homens vivos; ele possuía três mil éguas que se alimentavam na beira das fontes d'água, elas e seus potros. Bóreas enamorou-se delas enquanto se alimentavam, e as cobriu, assumindo o semblante de um garanhão de crina escura. Doze potrancas elas lhe pariram, e estas, enquanto desciam em velocidade sobre a fértil planície, galopavam sobre o trigo fresco sem quebrá-lo; ou quando queriam se divertir nas amplas costas do Oceano elas podiam galopar sobre a crista de uma grande onda. Erictônio gerou Tros, rei dos troianos, e Tros teve três filhos nobres, Ilo, Assáraco e Ganimede, que era o mais atraente de todos os homens mortais; e os deuses então o levaram para ser o servo de Zeus, devido à sua beleza, para que pudesse morar entre os imortais."
João Tzetzes e um dos escólios de Licofronte chama a sua esposa de Astíoque, filha de Simóis. Pseudo-Apolodoro também acrescenta que o irmão mais velho de Erictônio, Ilo, teria morrido jovem e sem filhos. Estrabão (13.1.48) registra, mas não dá importância, à afirmação de "alguns dos escritores mais recentes" de que o rei Teucro viria do demo de Xipeteones, na Ática, supostamente chamado de Troes (significando "troianos") em tempos míticos. Estes escritores mencionaram que Erictônio aparece como fundador tanto na Ática como na Trôade, e poderia identificar ambos.   